# Þingeyri
Þingeyri, ou Thingeyri, est une localité islandaise de la municipalité d'Ísafjarðarbær située au nord-ouest de l'île, dans la région de Vestfirðir. En 2022, le village comptait 278 habitants.

## Géographie
Le village se trouve au sud du Dýrafjörður sur une bande de terre sous le Sandafell, à 1 km de l'intersection des routes 60 et 622. Autour du village se trouve la montagne la plus haute de la région des Vestfirðir, Kaldbakur, culminant à 998 mètres,.

## Toponymie
Son nom provient du Thing, le parlement régional, qui s'y réunissait auparavant et qui est mentionné dans la saga de Gísli Súrsson. Le suffixe -eyri désigne un banc de sable comme de nombreux toponymes des Vestfirðir.

## Démographie
Le village comptait 260 habitants en 2011 sur les 330 de l'ensemble du fjord. Le hreppur de Þingeyri a été fusionné avec cinq autres des Vestfirðir le 1er juin 1996.

## Histoire
Þingeyri était depuis longtemps un centre commercial, le plus ancien des Vestfirðir et il s'y trouvait un dépôt au XVIIIe siècle. Le village a commencé à se constituer au milieu du XIXe siècle et servait de camp de base aux Américains et aux Basques qui pêchaient le flétan dans les eaux islandaises. 

## Économie
L'activité principale reste la pêche qui emploie la majorité des habitants. Le plus ancien atelier mécanique du pays a été fondé à Þingeyri en 1913. Le tourisme est aujourd'hui un secteur en plein développement. 
Une école élémentaire a fêté son 110e anniversaire le 27 novembre 2007.

## Monuments
L'église de Þingeyri a été édifiée en 1909 et consacrée le 9 avril 1911. Elle a été conçue par l'architecte 
Rögnvaldur Ólafsson de Dýrafjörður et le retable a été peint par Þórarinn B. Þorláksson.

## Transports

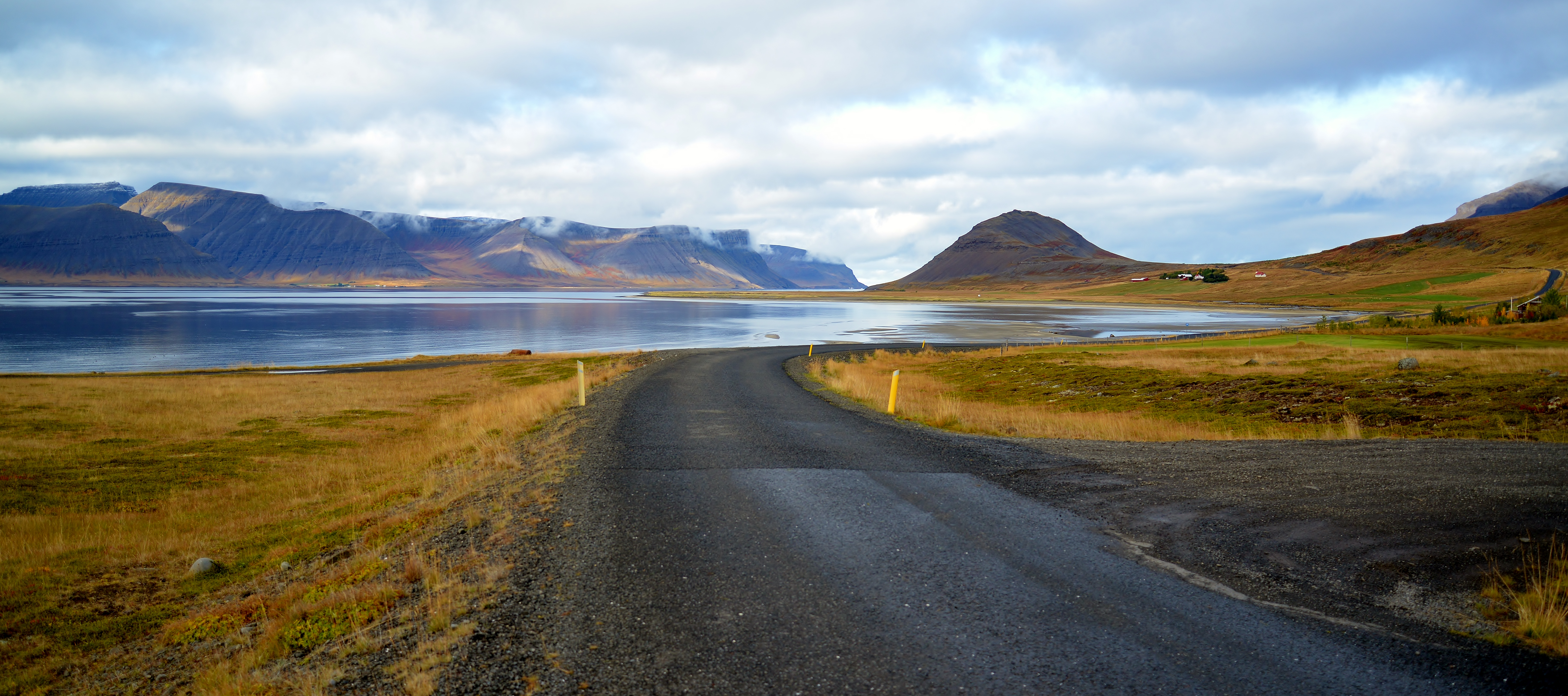
La route 622 qui dessert le village.

Le village est desservi par la route 622, qui longe la péninsule, et qui rejoint environ 1 kilomètre plus à l'est la route 60. La route 626 permet de rejoindre le fjord opposé à travers la péninsule. Au sud-ouest du village se trouve l'aéroport de Þingeyrarflugvöllur.

## Personnalités liées à la localité
Ólafur Ragnar Grímsson, ancien président de l'Islande, a été élevé à Þingeyri par ses grands-parents.